# Sven Lovén

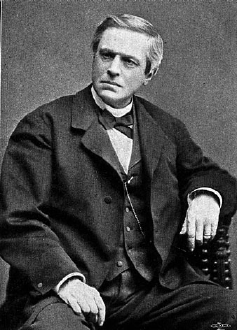
Sven Lovén

Sven Ludvig Lovén (* 6. Januar 1809 in Stockholm; † 3. September 1895 auf Gut Karlsborg bei Haga nahe Stockholm) war ein schwedischer Naturforscher und Chorleiter.

## Leben

### Familie
Sven Lovén war Sohn des Händlers, Militärs und Reichstagsabgeordneten Christian Lovén (1765–1854). Er war ab 1841 verheiratet mit Sigrid Mathilda Ekström und hatte mit ihr den Sohn Sigurd Lovén (1849–1888), der Mediziner wurde. Zu seinen Cousins zählten der Mediziner Nils Henrik Lovén (1801–1877) sowie der Völkerkundler und Priester Nils Lovén (1796–1858).

### Als Forscher
Lovén studierte in Uppsala und erhielt dort sein Examen. 1829 stieg er zum Magister auf und im folgenden Jahr erhielt er die Ernennung zum Dozent für Zoologie an der Universität Lund. Sein Hauptinteresse richtete sich zu dieser Zeit auf die Wirbeltiere, speziell die Vögel. Davon zeugt sein Werk Om fåglarnes geografiska utbredning (Zur geografischen Verbreitung der Vögel).
In den Jahren 1830/31 unternahm Lovén eine Reise nach Berlin, wo er das Organisationsverhalten der Tiere genauer studierte. Während dieses Aufenthalts folgte er dem Vorschlag seiner Lehrer, Christian Gottfried Ehrenberg und Karl Asmund Rudolphi, und widmete sich verstärkt der Erforschung der wirbellosen Meerestiere.
Die Spezialisierung auf dieses Gebiet ermöglichte Lovén eine Reihe von Forschungsreisen. Einer seiner ersten wissenschaftlichen Ausflüge führte ihn an die schwedische Westküste. Weiterhin folgte 1836/37 eine Fahrt in die nordnorwegische Provinz Finnmark sowie nach Spitzbergen. Diese Reise gilt als erste wissenschaftliche schwedische Exkursion in die genannten Gebiete. Damit bereitete er den Boden für folgende mehr bekannte Expeditionen von beispielsweise Otto Torell, Adolf Erik Nordenskiöld und Alfred Gabriel Nathorst. Auf Spitzbergen erkannte Lovén Übereinstimmungen zwischen der arktischen Fauna und der Fauna Skandinaviens zur letzten Eiszeit.
Zu Lovéns frühen wissenschaftlichen Abhandlungen zählen zwei Beiträge zu „Schwedischen Trilobiten“ (1844 und 1845) sowie ein Werk zur Systematik der skandinavischen Weichtiere, Index molluscorum (1846). International bekannt wurde er vor allem durch seine Arbeiten über die embryonale Entwicklung der Weichtiere, speziell zu den freischwimmenden Trochophoralarven. Schon 1835 hatte Lovén eine bis dahin unbekannte Krebsart entdeckt, die er Evadne nordmanni nannte. Lovéns Wahl in die Schwedische Akademie der Wissenschaften erfolgte 1840 und im folgenden Jahr erhielt er seine Ernennung zum Professor. 1841 wurde er Leiter der Weichtierabteilung im Naturhistorischen Reichsmuseum in Stockholm. Diesen Posten hatte er bis 1892 inne. 1859 wurde er zum Mitglied der Deutschen Akademie der Naturforscher Leopoldina gewählt. 1860 wurde er als korrespondierendes Mitglied in die Russische Akademie der Wissenschaften in Sankt Petersburg, 1871 als auswärtiges Mitglied in die Bayerische Akademie der Wissenschaften, 1872 als korrespondierendes Mitglied in die Académie des sciences und 1875 in die Preußische Akademie der Wissenschaften aufgenommen. 1881 wurde er in die Royal Society of Edinburgh, 1885 in die Royal Society, 1886 in die Göttinger Akademie der Wissenschaften und 1895 in die American Academy of Arts and Sciences gewählt.
In den Jahren 1870 bis 1892 richtete Lovén sein wissenschaftliches Augenmerk auf die Stachelhäuter, hauptsächlich auf die Seeigel. Dazu etablierte er im Fischerdorf Kristineberg in Bohuslän eine marine Forschungsstation, die heute zum Sven-Lovén-Zentrum für marine Wissenschaften an der Universität Göteborg gehört. Unter den wissenschaftlichen Arbeiten, die in dieser Zeit entstanden können Etudes sur les echinoidées (1874) und On Pourtalesia, a genus of Echinoidea (1883) genannt werden.

### Als Chorleiter
In der Zeit, die Lovén in Lund verbrachte befasste er sich neben wissenschaftlicher Forschung mit Musik, vor allem mit Vokalmusik. 1829/30 leitete er ein Quartett, das in seinem Labor übte. Während Lovéns Studienreise nach Berlin hatte sich in Lund eine neue Studentenvereinigung gegründet, die ihn nach seiner Rückkehr als Chorleiter gewinnen konnte. Am 20. November 1831 gab der Chor, der sich später den Namen Lunds Studentsångförening (Lunds Studentensingverein) gab, sein erstes Konzert. Zu den Mitgliedern der ersten Stunde zählte z. B. der Komponist Otto Lindblad, der auch Lovéns Nachfolger als Chorleiter wurde.
Lovéns Wahl in die Königlich Schwedische Musikakademie erfolgte 1868.